# Стрижба
Стри́жба (болг. Стрижба) — село в Кирджалійській області Болгарії. Входить до складу общини Кирково.

## Населення
За даними перепису населення 2011 року у селі проживали 152 особи.
Розподіл населення за віком у 2011 році:
Динаміка населення: